# Kán László

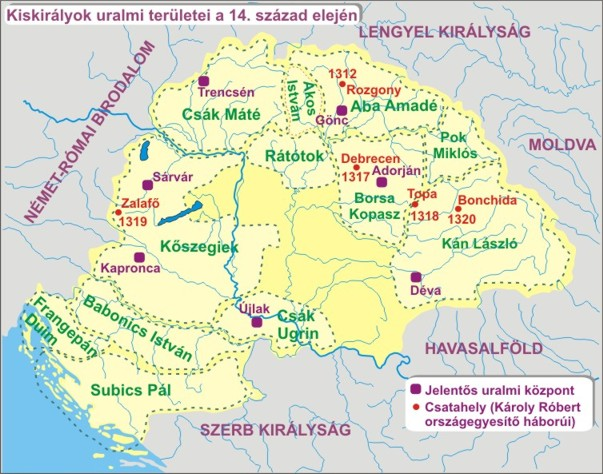
Kiskirályok uralmi területei Magyarországon a 14. század elején

Kán nembeli III. László (? – 1315. augusztus előtt) főúr, 1297–1315 között Erdély vajdája, ahol a királytól független tartományúri hatalmat hozott létre. 
III. András a szintén veszedelmes mértékű hatalomkoncentrációt kialakító Borsa Loránd leverése után tette meg vajdává, de vele sem járt jobban. A vajda, aki egyúttal Szolnok vármegye ispánja is volt, kisajátította a bányavárosokat, magát pedig a székelyek és szászok ispánjává is megtette, és magának szedett be minden regálét. Valóságos kiskirályként viselkedett: még a váradi püspökválasztásba is beleszólt, és keresztülvitte, hogy 1307-ben saját jelöltjét, a dominikánus Benedeket válassza meg két év huzavona után a káptalan.
Az Árpád-ház kihalása után felesége, egy német hercegnő révén rokona, Ottó igényét támogatta a trónra, és feleségül ajánlotta neki a lányát, akit végül inkább az erősebb szövetségesnek tűnő II. István Uroš szerb királyhoz adott. Az Erdélybe házasság reményében érkező Ottót elfogatta, elismerte Károly Róbert királyságát, majd szabadon engedte a bajor herceget – a Szent Korona azonban nála maradt. Károlynak szüksége volt az ereklyére ahhoz, hogy legitim király lehessen, de a vajda a királyválasztó gyűlésen sem jelent meg, nemhogy átadta volna a koronát.
Gentile pápai legátus tárgyalásokat kezdeményezett Kánnal, de az csak azután volt hajlandó lemondani a koronáról, hogy a legátus 1309-ben kiközösítette. A megbékélés jeleként a megkoronázott király már 1310-ben ellátogatott Erdélybe, ami azonban László birtokában maradt – a vajda nem engedett királyi őrséget a váraiba, és 1315-ben a helyére kinevezett Pok nemzetségbeli Miklóst is kiszorította tartományaiból.
A királyi csapatok csak halála után, 1316-ban lettek Erdély urai a dévai ütközet után, de Kán László fiai az 1320-as évekig lázongtak, komoly gondot okozva Debreceni Dózsa (1318 – 1321) és Szécsényi Tamás (1321 – 1333) vajdáknak.

## Külső hivatkozások
- Erdély története a kezdetektől 1606-ig. Szerk.: Makkai László, Mócsy András. Budapest, Akadémiai Kiadó, 1986.